# Hölle (Naila)
Hölle ist ein Gemeindeteil der Stadt Naila im oberfränkischen Landkreis Hof in Bayern. Hölle liegt in der Gemarkung Marxgrün. Das Dorf liegt am oberen Ende des Höllentals, es ist vor allem durch seine Sauerbrunnen und Mineralwasserquellen bekannt.

## Lage
Das Dorf Hölle umfasst rund 30 Gebäude, die an der Humboldtstraße und Höllentalstraße liegen. Die nördlichste Ausdehnung von der Gemarkung Marxgrün liegt im Höllental am Stauwehr der Selbitz, das linke Ufer gehört Hölle, das rechte Ufer zum Gemeindeteil Einsiedel. Die Selbitz ist seit jeher auch die Grenze zu dem südlich von Einsiedel anschließenden Siedlung Brand. Südlich von Hölle liegt Kleinschmieden, hier stellt der Stebenbach weitgehend die Grenze dar. Damit lagen der Bahn-Haltepunkt Höllenthal und der Diabas-Steinbruch auf dem Gemeindegebiet von Marxgrün.

## Namensherkunft
Der Name des ehemals zu Marxgrün gehörenden staatlich anerkannten Luftkurort Hölle bezieht sich auf das mittelhochdeutsche Wort „hëln“ bzw. „helen“ (geheim halten, verstecken, verbergen).
Nach einer Sage, die man in der Gegend um Naila erzählt, soll sich der Name des Ortes Hölle und des Höllentals von einer Teufelserscheinung herleiten. Im Mittelalter gab es im Gebiet im Naila eine rege Bergwerkstätigkeit, die einen hohen Bedarf an Holzkohle für die Schmelzöfen mit sich zog. Aus den waldreichen Gebieten des rund fünfzehn Kilometer entfernten Thiemitztals bezog auch der Blechschmidtenhammer am nördlichen Ausgang des Höllentals den Brennstoff, der Transport mit Pferdewagen erfolgte über Marxgrün und Kleinschmieden durch das tiefe Tal der Selbitz und auf dem gleichen Wege zurück. Eines Tages jedoch vergnügten sich die Köhler mit ihrem stattlichen Gewinn in dem heute noch existierten Gasthaus an der Schmiede und traten erst bei Dunkelheit den weiten Weg an. Die beiden Männer hatten das Selbitztal fast schon durchquert, als sie eine große grauenhafte Gestalt am Berg wahrnahmen und das Pferdegespann unruhig wurde. Der Unbekannte, den die Männern im nächsten Moment als den Teufel selbst erkannt hatten, rief mit einer fürchterlichen Stimme: „Der Tag für dich, die Nacht für mich“ und forderte die Seelen der beiden Händler. Der ältere und erfahrene Oberfranke war ein gläubiger Christ und antwortete unerschrocken: „Senn doch Maria und Joseph und es Jesuskind a be der Nocht garast und kans hout ihna wos gato!“ und bekreuzigte sich dabei mehrfach. Mit dieser heiligen Antwort hatte der Satan nicht gerechnet, er bäumte sich rasend auf, dass es im ganzen Tal tobte und die Felsen krachend bis zum Flussufer herunterbrachen. Der Talgrund brach mit einem schauerlichen Krachen auf, voller Groll und Zorn fuhr der Satan direkt in die Hölle hinab und gab damit dem Tal seinen Namen. Nach einer anderen Volkssage zufolge wäre das Hammerwerk am Himmelfahrtsfest von einem Wolkenbruch und zwar in derselben Zeit zerstört und fortgerissen worden, als die Hammerschmiede von ihrem harten und gottlosen Herrn gezwungen waren, den Feiertag durch Arbeit zu entheiligen.

## Geschichte
Im Jahre 1565 wurde erstmals eine Höllmühle an der Selbitz unter dem Säuerling erwähnt. Etwa 200 Schritte unterhalb der Mühle stand der vom Stebenbach getriebene Stein’sche Hammer, mit etlichen Zerrenfeuern, welche im Dreißigjährigen Krieg zerstört wurden. Im März 1640 brachen die Schweden unter Oberst Bauer von Zwickau aus ins Fürstentum Bayreuth herein, um zu plündern und zu brandschatzen. In Naila, Marxgrün und anderen Orten trieben sie alles Vieh hinweg und misshandelten die Leute, besonders die Frauen, bis in den Tod. Diese Kupferschmelzhütte war eine der zahlreichen im Gebiet, bis 1768 wurden im Bergwerksrevier Naila 133 Kupfergruben betrieben. Die Mühle und ein Wirtshaus sollen neben dem Hammer die ersten Gebäude In Hölle gewesen sein. Die Mühle aus dem Jahre 1634 stand an die Selbitz hingebaut am „besonders herüber geleiteten Stebenbache“.
Eine Chronik von 1692 berichtet von zwei Quellen besten Wassers: „Zwei frische Säuerlinge in einem tiefen Loch bei ungeheuren Felsen und Klippen, womit der hitzige Hammerbursch und die Bergleute im nahen Kupfergraben sich laben und erfrischen können, da sonst wenige Gäste zu dieser unerfreulichen Hölle kommen“. Am 5. Oktober 1471 wurde Wilhelm von Wildenstein bei der Gesamtbelehnung mit Schloss Wildenstein vom Bamberger Bischof Georg I. von Schaumberg mit dem Bann, über das Blut zu richten, belehnt. Die Macht der in Naila sitzenden Wildensteiner hatte in dieser Zeit ihren Höhepunkt erreicht und umfasste auch einen Teil von Marxgrün. 1767 wurden drei Häuser in Hölle genannt, davon ein Wirtshaus, die zum markgräflichen Oberamt Lichtenberg gehörten. Zu dieser Zeit stand der Bergbau „in hoher Blüte“. 1857 gehörten zur Stadtgemeinde Naila, mit Sitz des „Bezirkamts, Landgerichts, Pfarramts, Postexpedition, Salzfactorie und Malzausschlagsstation“, im Norden und Nordwesten nur Dreigrün und die Schleifmühle. Nur der Anteil des Kirchdorfs Marxgrün auf dem linken Selbitzufer, damit auch die Bergwerkssiedlung Hölle, zählten zum Kirchsprengel Marxgrün. Am 10. November 1732 wurde von der Regierung bestimmt, dass die hohe und niedere Gerichtsbarkeit von Marxgrün, „welche vorher teils ins Amt Lichtenberg, teils nach Hof und teils zum Rittergut Froschgrün gehört hatte, von  nun an ganz ins Amt Naila gehören sollte.“

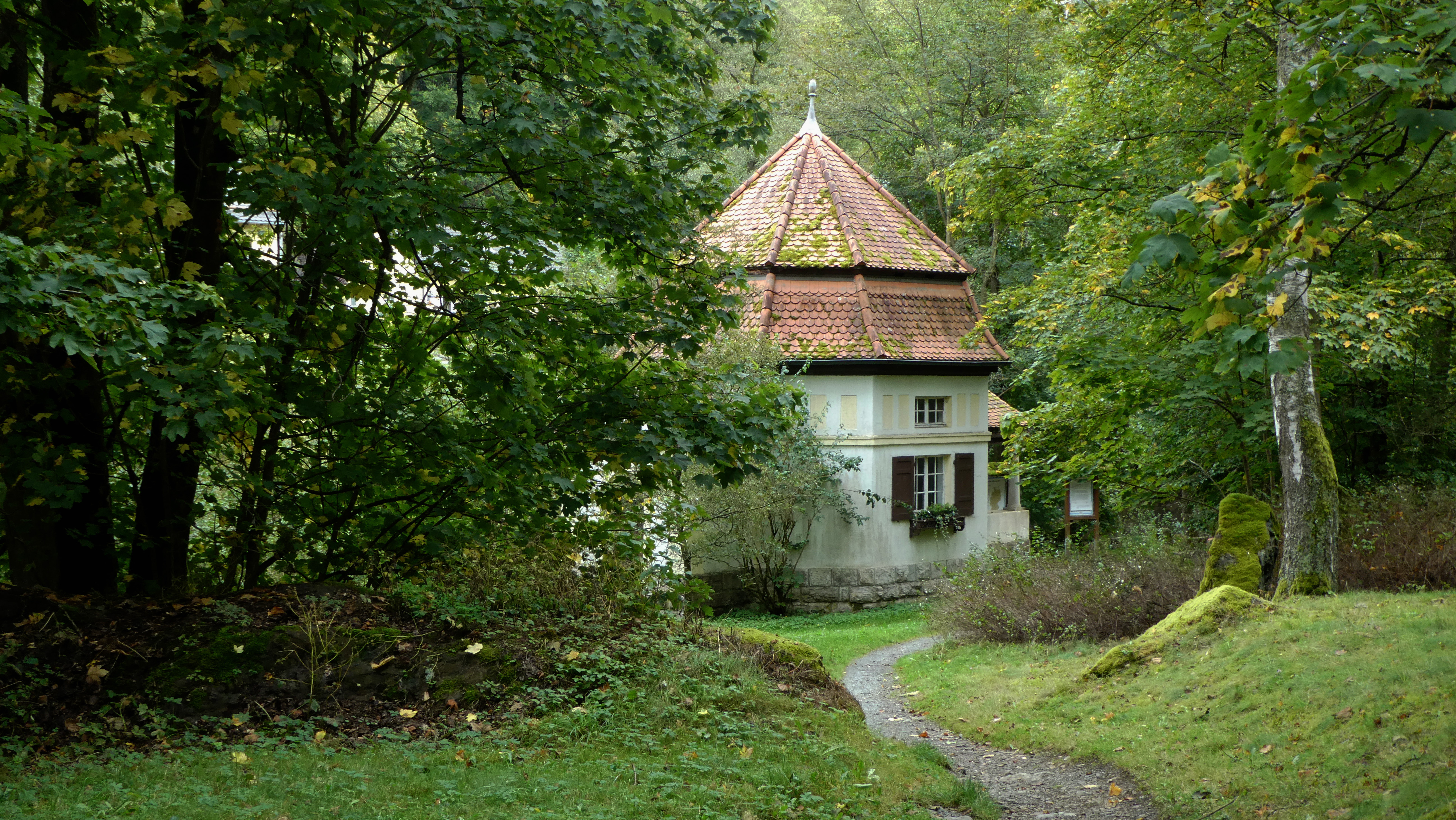
Quellhäuschen am Stebenbach
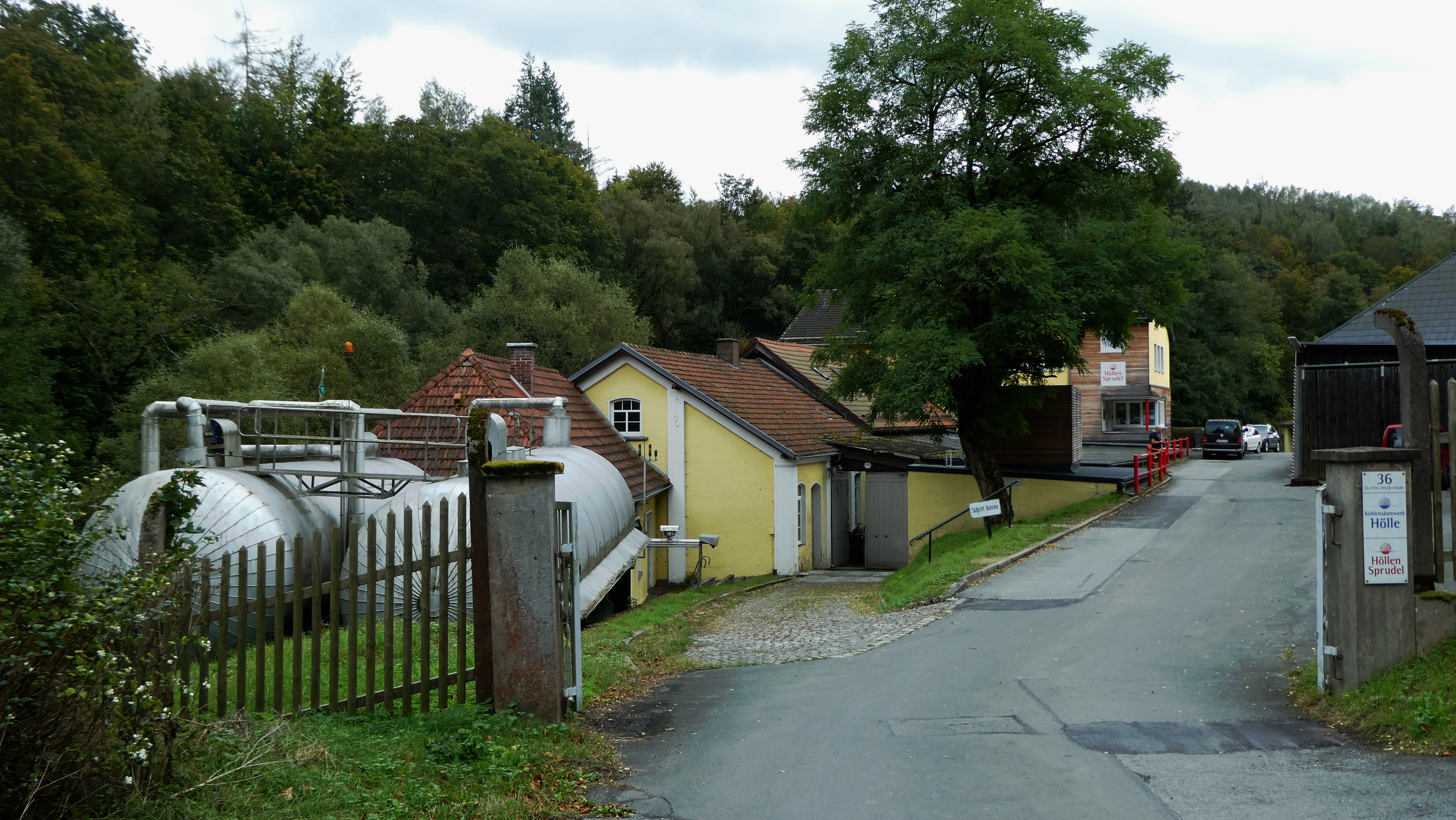
Zufahrt Werksgelände Frankensprudel
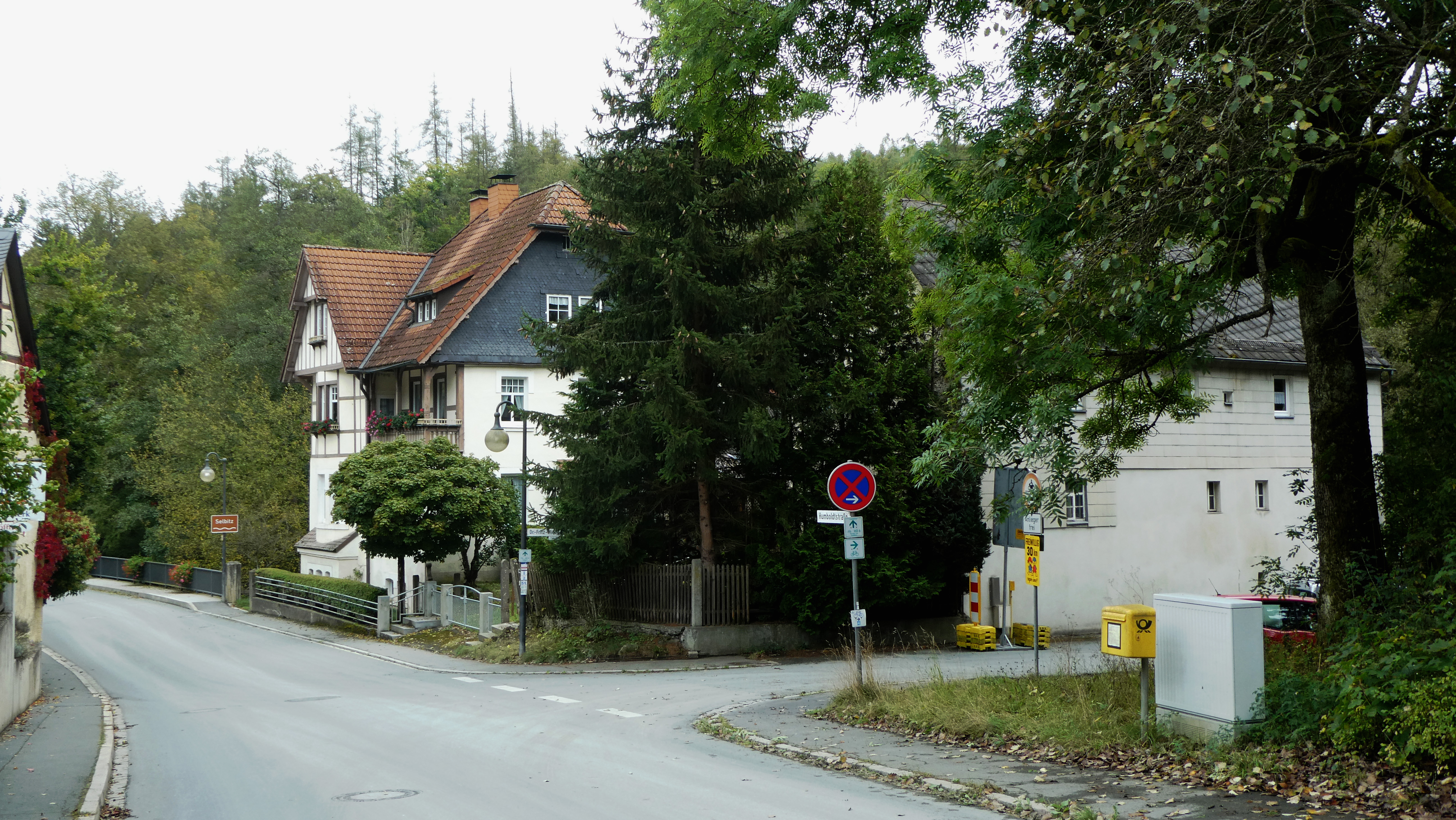
Humboldtstraße 20 und Einmündung Fritz-Wiede-Straße
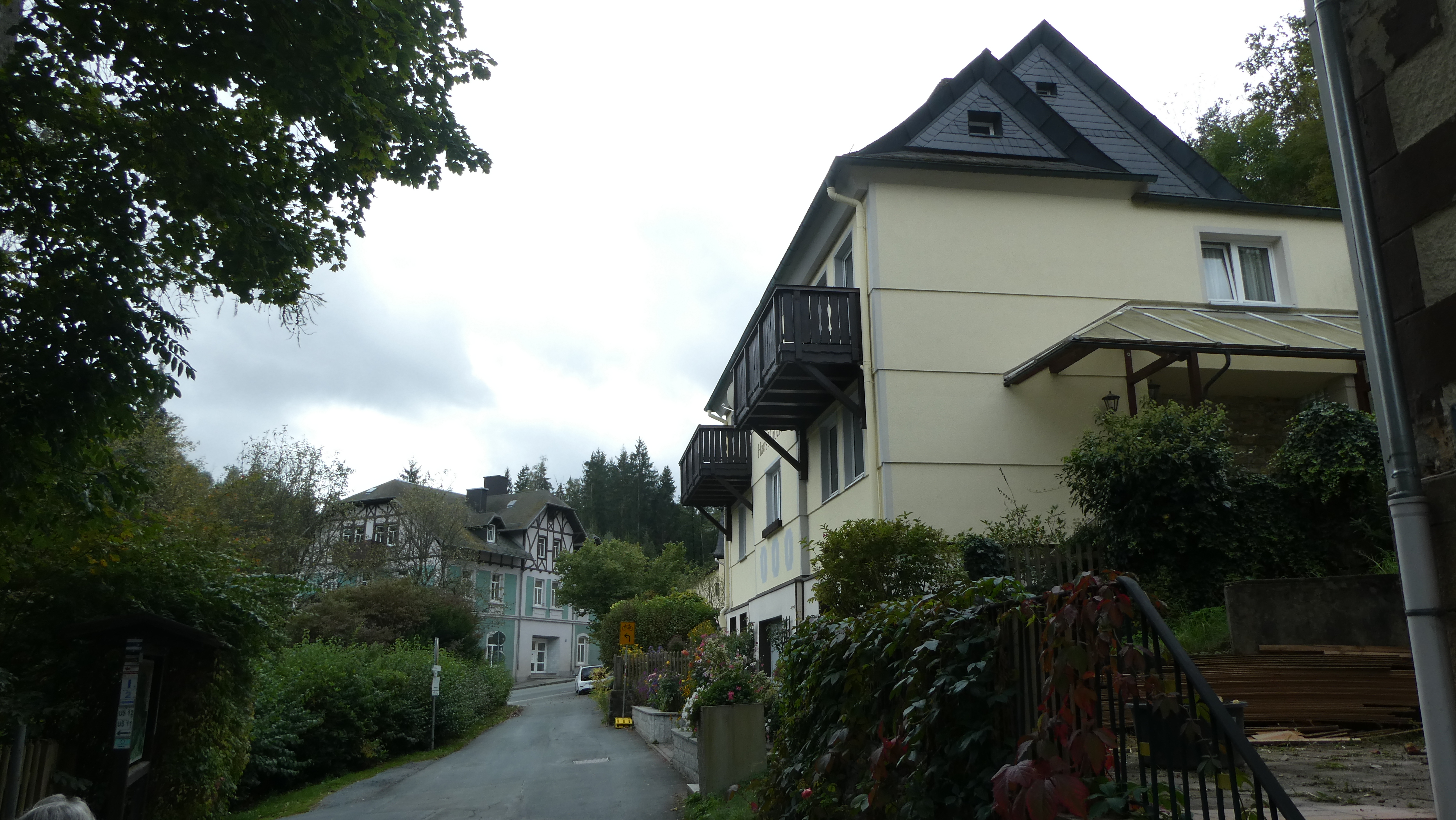
Höllentalstraße 11
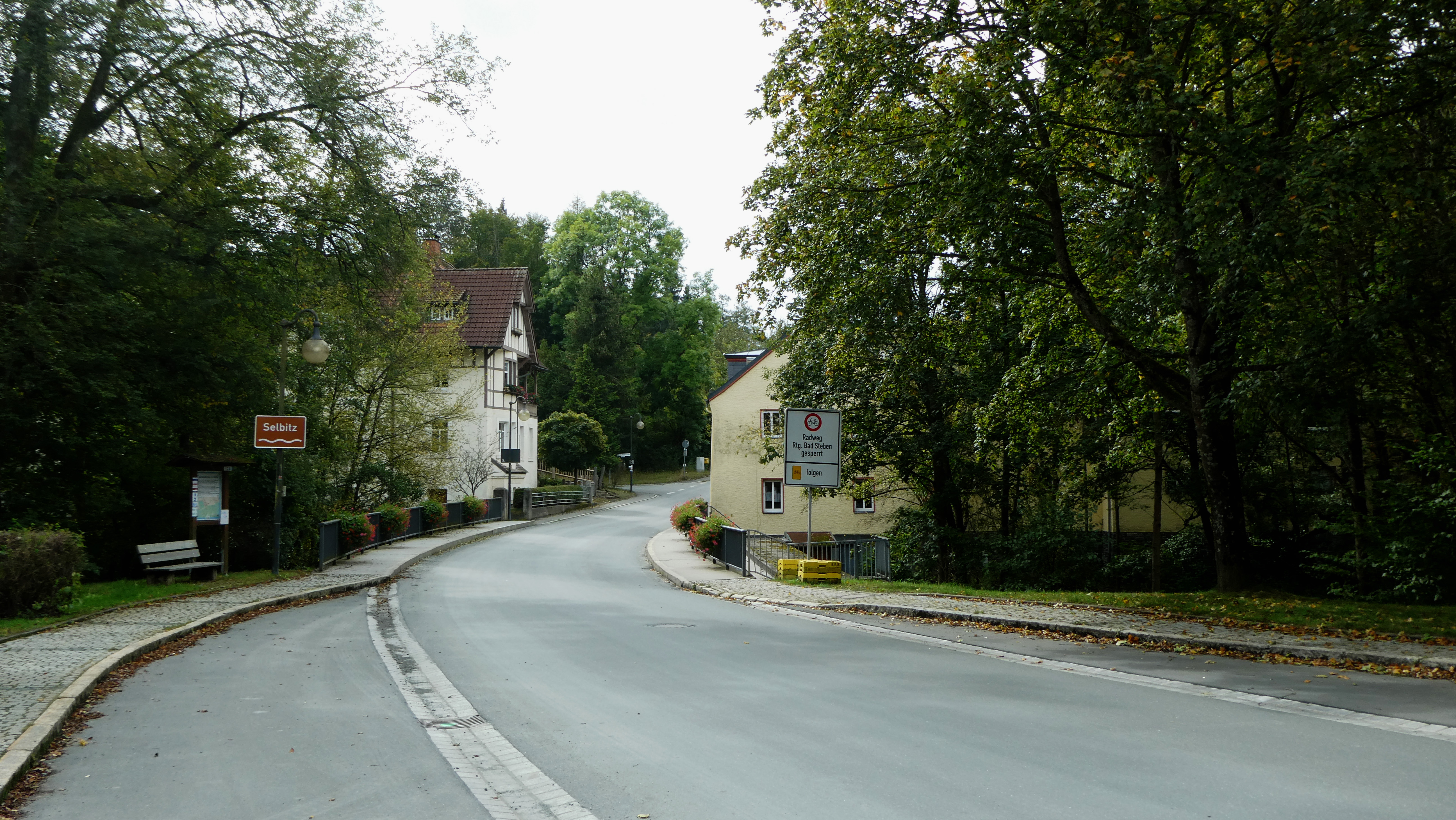
Humboldtstraße von Brand zur Selbitzbrücke
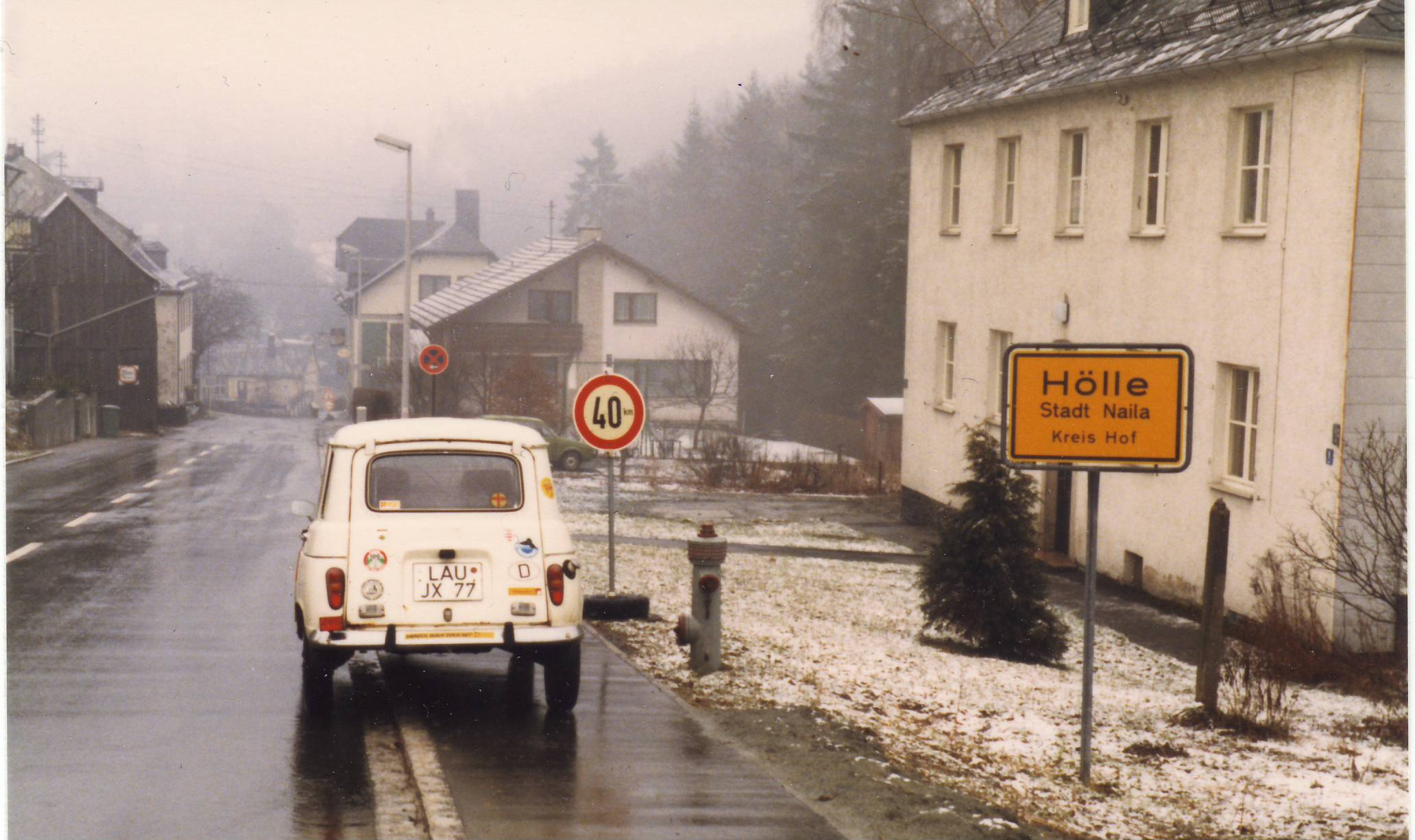
Ortszufahrt

Hölle gehörte zur Realgemeinde Christusgrün. Gegen Ende des 18. Jahrhunderts bestand Hölle aus sechs Anwesen (5 Tropfhäuser, 1 Mühle). Die Hochgerichtsbarkeit und die Grundherrschaft über sämtliche Anwesen hatte das bayreuthische Kasten- und Richteramt Lichtenberg.
Von 1797 bis 1810 unterstand Hölle dem Justiz- und Kammeramt Naila. Infolge des Ersten Gemeindeedikts wurde Hölle dem 1812 gebildeten Steuerdistrikt Lichtenberg und der zugleich entstandenen Ruralgemeinde Marxgrün zugewiesen. 1839 bestand Hölle aus einem eingegangenen Vitriolwerk, der Höllmühle und fünf Wohnhäusern. Im Zuge der Gebietsreform in Bayern wurde Hölle am 1. Mai 1978 nach Naila eingemeindet.

### Einwohnerentwicklung
| Jahr      | 1799   | 1819   | 1861   | 1871   | 1885   | 1900   | 1925   | 1950   | 1961   | 1970   | 1987  |
| Einwohner | 26     | *75    | 59     | 63     | 80     | 85     | 89     | 186    | 82     | 82     | 50    |
| Häuser    | 6      |        |        |        | 8      | 9      | 12     | 14     | 16     |        | 18    |
| Quelle    | [ 16 ] | [ 12 ] | [ 17 ] | [ 18 ] | [ 19 ] | [ 20 ] | [ 21 ] | [ 22 ] | [ 23 ] | [ 24 ] | [ 1 ] |

## Religion
Hölle ist evangelisch-lutherisch geprägt und war ursprünglich nach St. Johannes (Lichtenberg) gepfarrt, seit den 1950er Jahren gehört es zum Pfarrsprengel Naila.

## Wirtschaft
Flüsse und Bäche, wie die Selbitz, die bei Hölle auch die Grenze zwischen den Rittergütern Reitzenstein und Lichtenberg ausmachte, mussten in aller Regel mit Brücken überwunden werden. Für die Brücke von Hölle wurde 1770 ein Kreutzer pro „Anspann“ als Brückenzoll erhoben.
Zwischen der Markgräfin Elisabeth Sophie und dem Markgraf Friedrich und dem Bergwerks- und Hüttenbesitzer Valentin Pfretzschner wurde 1624 ein Vertrag über die Anlegung eines Hammerwerkes in der Höll bei Lichtenberg geschlossen. 1712 wurde ein Vitriolwerk von dem Kaufmann und Handelsherr Johann Otto Rücker aus Leipzig auf dem Grund des Hammerwerkes angelegt.
Christian Friedrich Jördens machte am 17. August 1770 den Amtmann in Lichtenberg „auf die Vortrefflichkeit der Quellen in der Hölle“ aufmerksam, die er denen zu Eger und Selters gleichstellte und deren Erschließung deutliche wirtschaftliche Vorteile bringen würde. Dr. Fritz Wieder erschloss 1903 die Quellen in 262 m Tiefe, um die extrahierte Kohlensäure an Brauereien zu verkaufen. 1987 wurden die Kuranlagen in Hölle eingeweiht. 2020 übernahm Höllensprudel die Produktion und Abfüllung für die Mineral- und Heilbrunnen GmbH Kondrauer.
Im Jahre 1887 wurde die Lokalbahnstrecke der Königlich Bayerischen Staats-Eisenbahnen von Hof über Naila nach Marxgrün und 1898 wurde der Haltepunkt Höllenthal mit der Verlängerung nach Bad Steben eröffnet. Nach dem Zweiten Weltkrieg wurde die Bahnlinie durch die Errichtung des Eisernen Vorhangs unterbrochen. Bis 1971 fuhren nur noch einige wenige Kohlensäurewagons bis zum in Hölle ansässigen Kohlensäurewerk. In den 80er Jahren begann dann der Gleisabbau durch die Deutsche Bundesbahn und das Schotterbett wurde der Natur überlassen. Die Bahnlinie diente auch dem Diabas-Abbau des Hartsteinbruch Störrle im Nordwesten von Marxgrün, der dort seit 1926 stattfand.

## Trivia
Auf einer Ansichtskarte aus dem Jahre 1910 wurde ein Engel dargestellt, der den Teufel rasiert, während der Papst dazu die Laterne hielt. Tatsächlich hieß der Wirt des ortsansässigen Gasthauses Adam Papst, dessen Gast namens Teufel die Dienste des Lichtenberger Friseur Engel in Anspruch nahm. Auf einer kleinen Rasenfläche vor dem Stebenbach, links unterhalb des Anwesens Humboldtstraße 12 steht eine Teufelsskulptur in Form einer großen roten Holzfigur.